# Ma-1
La Ma-1 appelée aussi Autovia de Palma de Majorque à Peguera est une autoroute autonome appartenant aux Iles Baléares qui est destinée à relier Palma de Majorque à Peguera à l'ouest de l'île le long de la côte. 

En effet, elle permet de desservir toute la zone est de l'île afin de desservir toutes les stations balnéaires de la côte.

## Tracé

### DePalma de Majorqueà Paguera
| Sorties | Villes                                                | Itinéraires     |
| ------- | ----------------------------------------------------- | --------------- |
|         | Palma de Majorque                                     | Ma-1            |
| 04      | Palma de Majorque - Cala Major                        |                 |
| 05      | Palma de Majorque Ouest Aéroport de Palma de Majorque | Ma-20           |
| 06      | Sant Agustí - Genova                                  | Ma-1144         |
| 09      | Bendinant - Illetes                                   | Ma-1C           |
| 10      | Costa d'en Blanes Portals Nous                        |                 |
| 13      | Calviá - Palmanova                                    | Ma-1015 Ma-1C   |
| 14      | Malaguf - El Toro Zone industrielle de Son Bugadelles | Ma-1C           |
| 17      | Santa Ponça                                           | Ma-1013 Ma-1014 |
| 18      | Costa de la Calma                                     |                 |
| 20      | Peguera - La Romana                                   |                 |
|         | Andratx                                               | Ma-1            |